# Lunar lockout
Lunar lockout is een schuifpuzzel, uitgedacht door Hiroshi Yamamoto en voor het eerst als prototype gepresenteerd door Nob Yoshigahara in 1989. Het wordt op de markt gebracht door ThinkFun. 

## Het spel
In een rooster van 5 bij 5 staan enkele ruimtevaartuigen, waaronder een met jou erin. Je moet zien in het midden terecht te komen. Daarvoor kun je de ruimtevaartuigen horizontaal of verticaal over het bord laten vliegen, maar ze stoppen alleen als ze tegen een ander ruimtevaartuig botsen.
Bij het speelbord zitten veertig opdrachtenkaarten met puzzels in oplopende moeilijkheidsgraad: beginner, intermediate, advanced en expert.